# Wharton School
A Wharton School da Universidade da Pensilvânia é uma escola superior de administração norte-americana vinculada à Universidade da Pensilvânia. É conhecida tanto pelo seu rigor acadêmico quanto por ser a mais antiga escola de administração dos Estados Unidos. Foi fundada em 1881 e seus cursos de graduação e mestrado (MBA) em administração são consistentemente considerados os melhores do mundo, seguidos de perto pelos de Stanford Graduate School of Business, Columbia, Harvard Business School e  Kellogg School of Management.

## Rankings
|                                   | 2014 | 2015 | 2016 | 2017 | 2018 |
| --------------------------------- | ---- | ---- | ---- | ---- | ---- |
| FT – Global MBA                   | 4    | 3    | 4    | 3    | 3    |
| FT – MBA para MULHERES            | -    | -    | -    | -    | 9    |
| The Economist – Global MBA        | 11   | 10   | 12   | 4    | 4    |
| FT - Executive Education – Open   | 19   | 23   | 17   | 14   | 12   |
| FT - Executive Education – Custom | 26   | 47   | 39   | 40   | 24   |